# Lista de universidades da Suécia

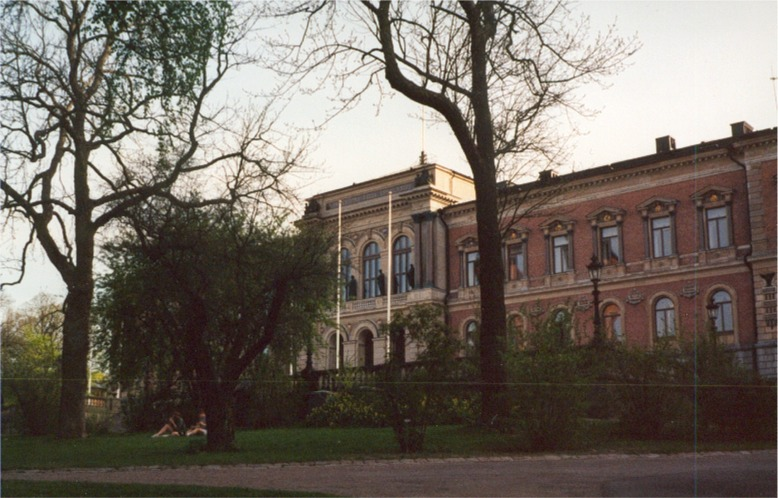
A Universidade de Upsália - fundada em 1477 - é a a mais antiga da Suécia, e pertence ao Grupo Coimbra

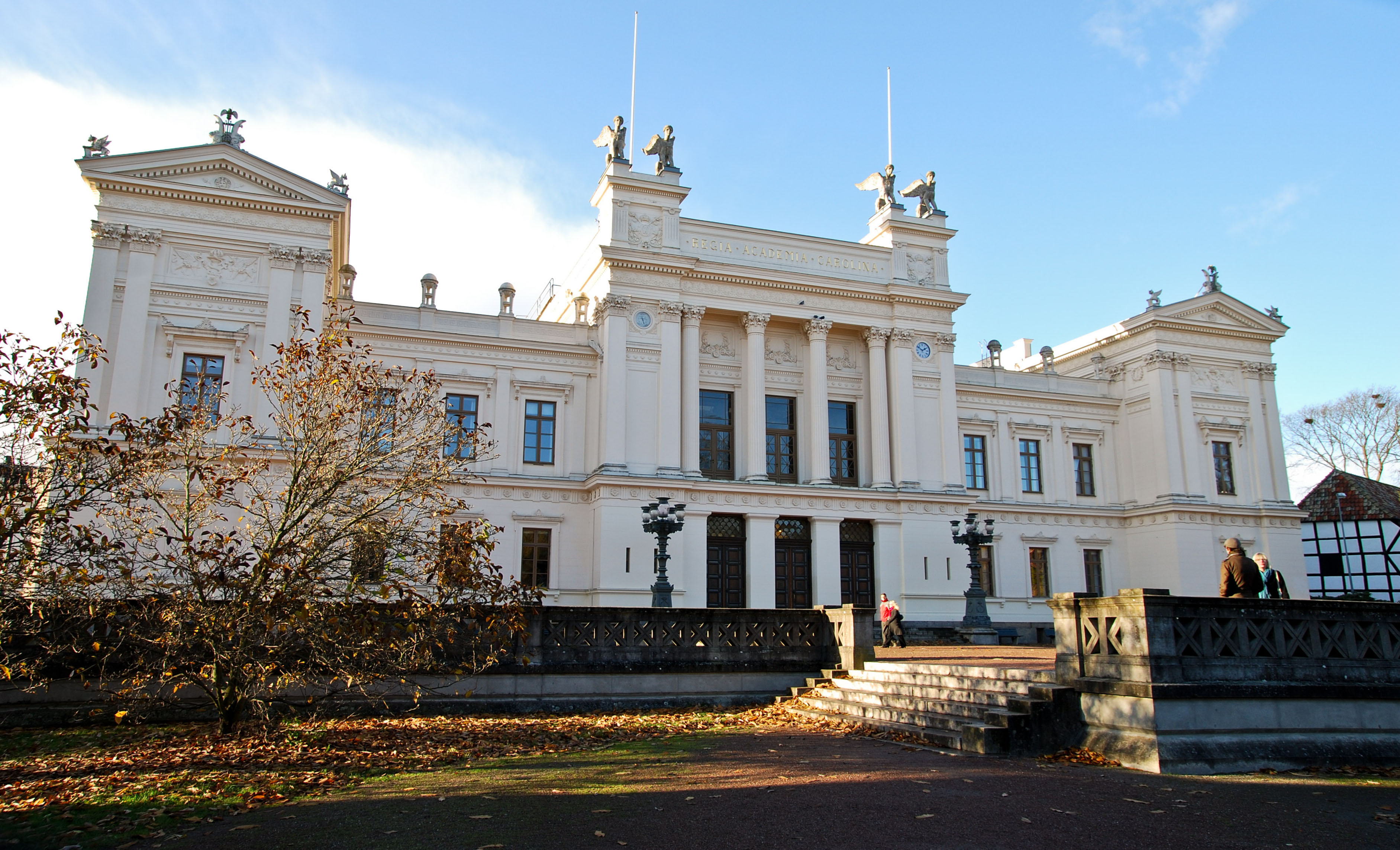
A Universidade de Lund - fundada em 1666

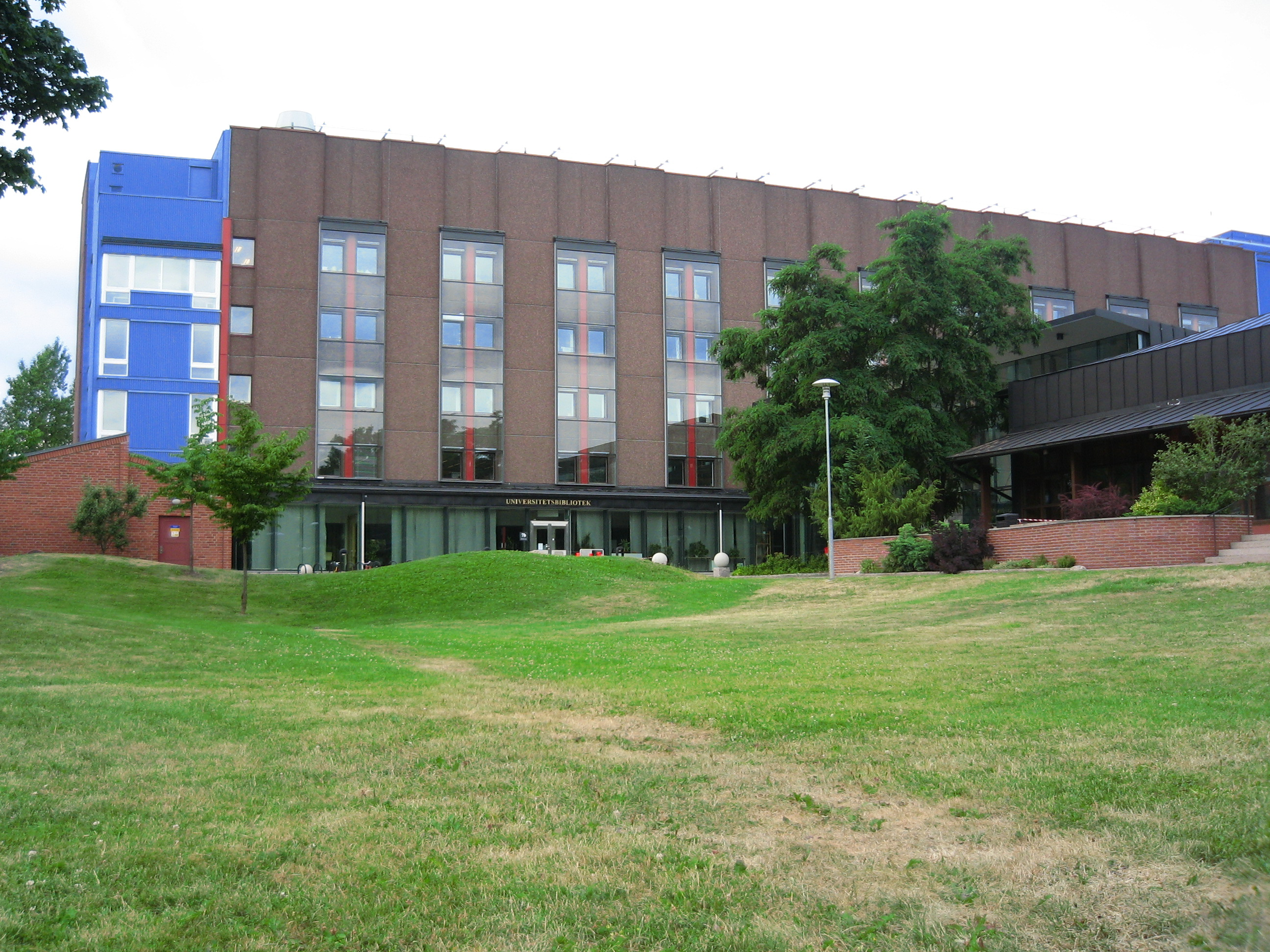
O Instituto Karolinska - em Estocolmo

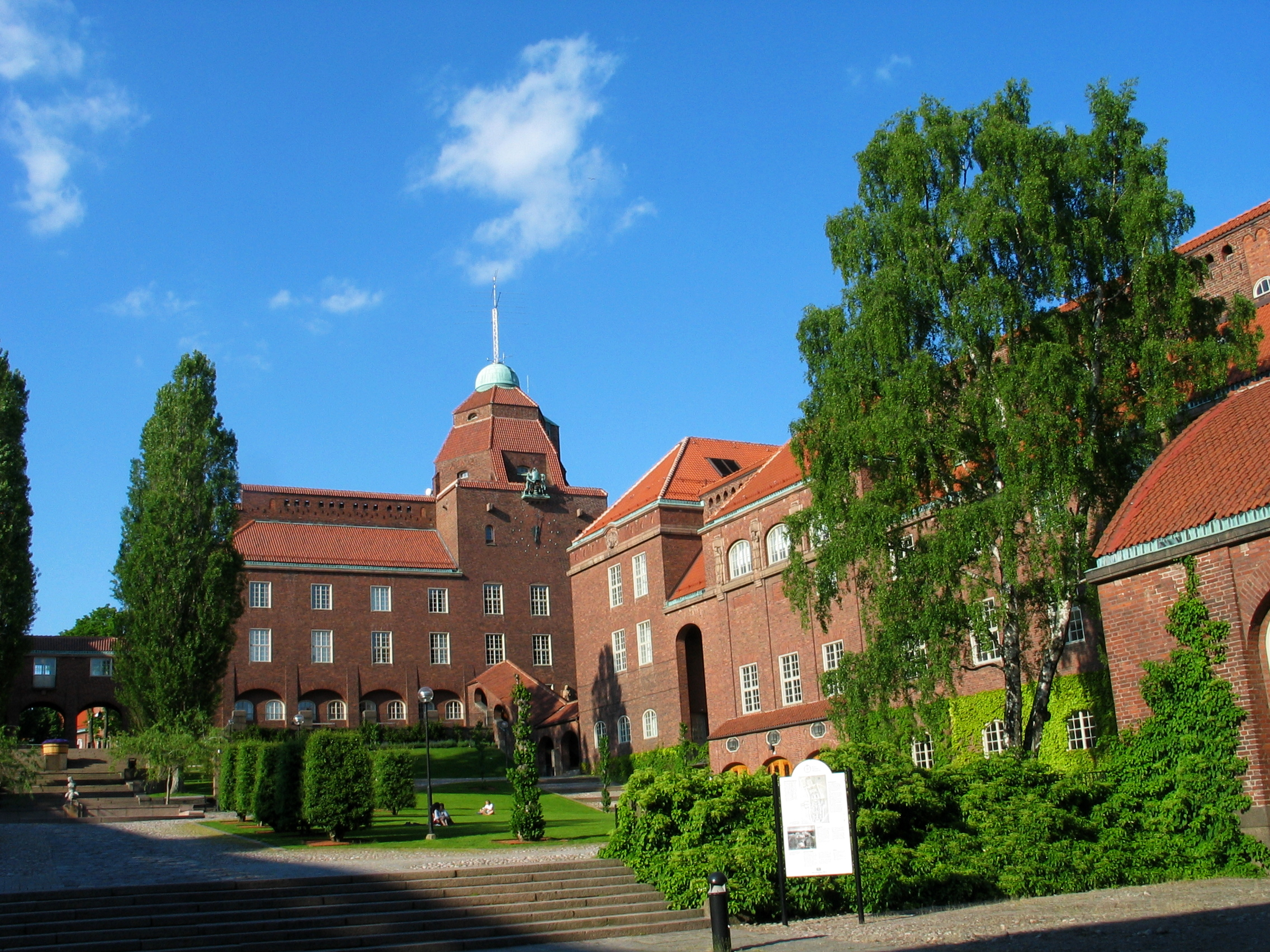
O Instituto Real de Tecnologia - em Estocolmo

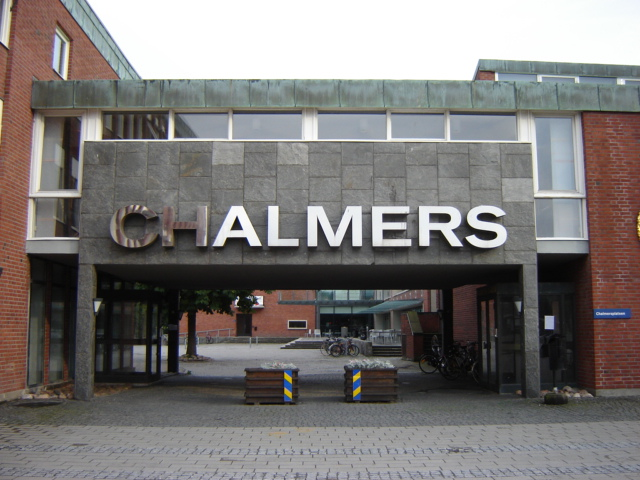
A Universidade Técnica Chalmers - em Gotemburgo

## Universidades
- Universidade de Uppsala
- Universidade de Lund
- Universidade de Gotemburgo
- Universidade de Estocolmo
- Universidade de Umeå
- Universidade de Linköping
- Instituto Karolinska
- Instituto Real de Tecnologia
- Universidade Técnica de Luleå
- Universidade de Karlstad
- Universidade de Lineu
- Universidade de Örebro
- Universidade do Centro da Suécia
- Universidade de Ciências Agrárias da Suécia
- Universidade Técnica Chalmers

## Escolas Superiores
- Escola Superior Técnica de Blekinge
- Escola Superior de Dança e Circo
- Escola Superior de Defesa
- Escola Superior de Ginástica e Desporto
- Escola Superior de Borås
- Escola Superior da Dalecárlia
- Escola Superior da Gotlândia
- Escola Superior de Gävle
- Escola Superior de Halmstad
- Escola Superior de Kristianstad
- Escola Superior de Skövde
- Escola Superior do Oeste da Suécia
- Escola Superior de Arte
- Escola Superior Real de Belas Artes
- Escola Superior Real de Música de Estocolmo
- Escola Superior de Malmo
- Escola Superior de Mälardalen
- Escola Superior de Ópera de Estocolmo
- Escola Superior de Södertörn
- Escola Superior de Artes Dramáticas de Estocolmo
- Escola Superior de Comércio de Estocolmo
- Escola Superior de Jönköping
- Instituto Dramático
- Konstfack (Universidade  de Arte, Artesanato e Design)